# Fridvalszky János
Fridvaldi Fridvalszky János, névváltozat: Fridvaldszky (Pozsony, 1730. december 13. – Szepeshely, 1784. május 3.) bölcsészdoktor, apátkanonok, természettudós.

## Életútja
Fridvalszky János és Tatay Anna-Mária fiaként született, öt gyermekük közül ő volt a legidősebb. 1730. december 13-án keresztelték meg a pozsonyi Szent Márton koronázó templomban.
Elemi iskoláit Pozsonyban végezte a jezsuitáknál. 1746. október 18-án Bécsben belépett a jezsuita rendbe. 1747–48-ban mint másodéves novícius ment Bécsbe. 1748–49-ben filológiát tanult Szakolcán, 1750–51-ben a bölcselet második évét, a fizikát Bécsben hallgatta. 1752–53-ban Pozsonyban, majd 1753–55-ben Bécsben tanult felső matematikát. 1755–56-ban Budán tanította a felső retorikai osztályt, majd 1756–57-ben Nagyszombatban szintén retorikát oktatott. 1757–59-ben Bécsben végezte a teológia első két évét, 1759–60-ban Nagyszombatban a harmadikat. 1761-ben fejezte be tanulmányait.
1760-ban szentelték pappá Nagyszombatban. Bécsben Frivaldszkynak írta a nevét, később állandósult a Fridvaldszky névváltozat.
1761–63-ban Bazinban szintaxist és grammatikát tanított, valamint vezette a diákkongregációt. Emellett ő írta a házi krónikát, lelkipásztor volt, és az énekkar vezetője. 1763–64-ben Gyulafehérvárott szintaxist és grammatikát tanított, s ugyancsak diákkongregáció vezető volt, valamint rendi krónikás, emellett helyőrségi tábori pap és magyar–német–szláv nyelvű lelkész.
1764-től Kolozsvárott tanította a latin nyelvet és a matematikát, azután ugyanott templomi magyar hitoktató, rendi krónikás volt, s egy több mint 10 000 kötetből álló könyvtár könyvtárosa a rend föloszlatásáig (1773).
Beutazta Erdélyt annak mineralógiáját tanulmányozva. 1769-től az egyetemi oktatást befejezte, helyette a könyvtári, laboratóriumi kutatásra és a terepmunkára helyezte a hangsúlyt. 1775-től a kolozsvári szeminárium regense volt.
Munkásságáért Mária Terézia királynő előbb száz aranyat, majd kétszáz aranyforint évi nyugdíjat és apátságot adományozott neki. 1776. október 1-jétől Szepes vármegyei kanonokká nevezték ki, 1777. május 2-ától árvai főesperes lett, majd 1780-tól Liptó vármegye főesperese és táblabírája volt. 1783-ban a szepesi székesegyház főesperességét is elnyerte.
Dendrológiai tanulmányokat is folytatott, a papírgyártás korszerűsítése terén elért eredményei figyelemreméltóak.

## Művei
- Diploma Andreae Regis Hierosolymitani, quo Gertrudis praecipus a sex fere saeculis inter historicos patriae innocentiam demonstrat; honoribus com. Dionisii Banffy oblatum, annotationibus illustratum. Claudiopoli, 1760
- Minero-logia magni principatus Transilvaniae seu metalla, semi-metalla, sulphura, lapides et aquae conscripta. Claudiopoli, 1767
- Inscriptiones Romano-Dacicae, honoribus com. Andreae ab Hadik et Jos. 1. b. a Thoruczkey oblata. Claudiopoli, 1767
- Dissertatio de Skumpia seu Cotino planta coriaria (Rhus Cotinus Linnaei) cum diversis experimentis in M. Principatu Transilvaniae institutis. Claudiopoli, 1773. Értekezés a Szkumpiáról, avagy a Cotinus Coriaria növényről Erdély nagyfejedelemségben végzett különböző kísérletekkel. Tudománytörténeti könyvtár. Primaware, Budapest. 2013
- Dissertatio de ferro et de ferrariis Hungariae et Transsylvaniae. Claudiopoli, év n.
- Reges Ungariae Mariani, ex antiquissimis diplomatis aliisque mss. conscripti. Viennae, 1775 Online
- Heroes Hungariae Mariani, ex antiquissimis diplomatis aliisque manuscriptis conscripti. Viennae. 1775
- Poemation ad Solennia consecrationis Antonii l. b. de Andrássi ep. Rosnau. 1780
- Supellex concionatoria in festa Deiparae Virginis et angelorum concinnata. Leutschoviae et Cassoviae, 1781, két rész
- Dissertatio de scumpia c munkájának magyar fordítása, a jezsuita természetbúvár életrajzával; ford. Székely Ottokár, kieg., sajtó alá rend. Domokos János; Kapucinus Ny., Budapest, 1944 (Borbásia nova)
- Értekezés a szkumpiáról, avagy a Cotinus coriaria növényről, Erdély nagyfejedelemségben végzett különböző kísérletekkel; ford. Domokos János, szerk. Lászlófi Zita, Perlaki Gabriella; Primaware, Szeged, 2014 (Ipartörténeti kiskönyvtár)